# Општина Кривогаштани
Општина Кривогаштани је једна од 9 општина Пелагонијског региона у Северној Македонији. Седиште општине је истоимено село Кривогаштани.

## Положај
Општина Кривогаштани налази се у средишњем делу Северне Македоније. Са других страна налазе се друге општине Северне Македоније:
- север — Општина Долнени
- исток — Општина Прилеп
- југ — Општина Могила
- запад — Општина Крушево

## Природне одлике
Рељеф: Општина Кривогаштани заузима северозападни део равне и плодне Пелагоније, највеће и најзначајније висоравни је Северне Македоније. Општина је већим делом равничарска, док се само западни део општине се налази у подгорини планине Баба.
Клима у општини влада оштрија варијанта умерене континенталне климе због знатне надморске висине.
Воде: На подручју општине нема већих водотока. Сви водотоци су данас каналисани потоци, који теку јужно ка Црној Реци, у чијем је сливу цела општина.

## Становништво
Општина Кривогаштани имала је по последњем попису из 2002. г. 6.150 ст., од чега у седишту општине, селу Кривогаштанима, 1.860 ст. (30%). Општина је средње густо насељена.
Национални састав по попису из 2002. године био је:
|           | Број  | Постотак |
| Укупно    | 6.150 | 100%     |
| Македонци | 6.126 | 99,6%    |
| остали    | 24    | 0,4%     |

## Насељена места
У општини постоји 13 насељених места, сва са статусом села:
| - Кривогаштани - Бела Црква - Боротино - Вођани - Врбљани - Годивље - Кореница | - Крушејани - Мирче Ацев - Обршани - Пашини Рувци - Подвис - Славеј |  |